# 坎伯當 (新南威爾士州)
坎伯當是澳大利亞悉尼西部的一個市區，但有一部分在馬利維議會地方政府行政區的範圍内。它是悉尼人口比較密集的市區之一。皇家阿爾弗雷德親王醫院、悉尼大學及坎伯當墳場皆位于此地。其名來自于18世紀末英荷之間爆發的坎伯當戰役。

## 外部連結
33°53′24″S 151°10′48″E / 33.89013°S 151.17988°E